# Hamptjärnen (Solleröns socken, Dalarna)
Hamptjärnen är en sjö i Mora kommun i Dalarna och ingår i Dalälvens huvudavrinningsområde.